# 즈완
즈완(Zwan)은 미국의 록 밴드이다. 당시 해체중이였던 스매싱 펌킨스의 빌리 코건이 중심이되어 결성되었지만, 음반 한 장을 낸 후 해체하였다.

## 디스코그래피
- Mary Star of the Sea (2003)